# Hajdu-Bihar (hạt)
Hajdú-Bihar là một hạt (comitatus hay megye) của Hungary. Hạt này giáp với România. Hạt có ranh giới với các hạt của Hungary gồm Szabolcs-Szatmár-Bereg, Borsod-Abaúj-Zemplén, Jász-Nagykun-Szolnok và Békés. Thủ phủ hạt đóng ở thành phố Debrecen, là thành phố lớn thứ nhì của Hungary, sau thủ đô Budapest. Hạt này có dân số người, diện tích là km2. Hạt thuộc vùng Bắc Đại Đồng Bằng.

## Khu dân cư

### Thành phố
- Debrecen

### Thị xã, thị trấn
(dân số năm 2001)
| - Hajdúböszörmény (32.228) - Nádudvar (9.213) - Tiszacsege (5.003) - Hajdúszoboszló (23.695) - Polgár (8.418) - Földes (4.382) - Balmazújváros (18.615) | - Nyíradony (7.893) - Biharkeresztes (4.273) - Hajdúnánás (18.185) - Létavértes (7.218) - Nyírábrány (3.973) - Berettyóújfalu (16.227) - Kaba (6.446) | - Sárrétudvari (3.049) - Püspökladány (16.126) - Téglás (6.338) - Pocsaj (2.732) - Hajdúhadház (13.001) - Komádi (6.143) - Bagamér (2.454) | - Hajdúsámson (10.946) - Egyek (5.620) - Csökmő (2.188) - Hajdúdorog (9.595) - Hosszúpályi (5.525) - Derecske (9.285) - Vámospércs (5.497) |